# 学園黙示録 HIGHSCHOOL OF THE DEAD
『学園黙示録 HIGHSCHOOL OF THE DEAD』（がくえんもくしろく ハイスクール・オブ・ザ・デッド）は、原作：佐藤大輔、作画：佐藤ショウジによる日本の漫画。略称は、「H.O.T.D.」「HOTD」「スクデッド」 など。
2010年に単行本第4巻までの内容がテレビアニメ化された。2017年に原作者が逝去したため、本作は未完となった。

## 概要
連載当初から表紙を飾り、幾度も付録化されていた『月刊ドラゴンエイジ』の看板作品。
ごく普通の日常から一転したパニック映画に準拠する設定を背景として、主人公たちが次々と降りかかる危機を生き延びていく、いわゆるサバイバル漫画である。作中に登場する生ける屍（後述の通り、作中ではポピュラーな表現であるゾンビと呼ばれることは一切ない）の脅威に加え、生存者同士が日頃から抱いていた不満が軋轢となり、さらなる緊張を生む。
大ゴマ、斜めのアングル、パースを多用したダイナミックな作画と、スピーディーな展開が特徴。また、残酷な状況の中でも作画担当の佐藤ショウジが得意とするセクシーな女性が、物語に華を添える。
原作担当の佐藤大輔の小説が漫画化された作品には『皇国の守護者』があるが、漫画用に原作を書き下ろすのは本作品が初である。
本作の企画段階において、当時の佐藤ショウジはまだ代原作家でしかなく、アクション漫画の実績もなかったが、同じ漫画家の平野耕太の推薦によって、佐藤が作画を担当することとなった。なお、その縁から作中には、平野をモデルとした登場人物が存在する。
いわゆるゾンビ映画を意識していることがうかがわれ、作中でもジョージ・A・ロメロ監督について言及される部分がある。ただし、作中での生ける屍は「ゾンビ」と呼ばれず、代わりに「奴ら」と呼ばれている。また、主要キャラクターのうち数人は、前述の平野を含め、過去の名作ゾンビ漫画の作者から名前を取っている。
左翼や右翼、キャラクター描写についてもそれぞれの個性を強調した、アクの強い設定が目立っている。
本編の派生作品として、『最近のデッド。』や『学園黙示録ハイスクール・オブ・ザ・ヘッド』が存在する。詳細は#派生作品を参照。
2011年5月時点でシリーズ累計発行部数は300万部を突破している。

## 連載状況
本作は高い人気を博している反面、当初から休載しがちな作品としても知られ、特に原作者の佐藤大輔の晩年は顕著であった。単行本第5巻の発売後、2009年1月号より本格的に連載を再開する予定であったが、原作者の大幅な遅筆から休載。また、同年4月号より『スクデッドミュージアム』と称する2ページのコラムが掲載された。
2009年5月号、佐藤ショウジが同誌に『トリアージX』の執筆を開始。
2010年3月号、本作のテレビアニメ化が発表されたことに伴い、同年4・5月号に2号連続で本編が掲載されたが、続く6月号より遅筆から再び休載。後に同年8月号で再開され、次回掲載の同年10月号以降は隔月連載となる予定だったが、同年12月号以降はまたも遅筆から休載となった。
2011年4月号、一時休載していた『トリアージX』の連載再開に伴って本作も同時掲載されたが、それ以降はまたもや遅筆から休載となる。2011年5月に第7巻発売後、再開の目処は一向に立っていなかったが、後記の『FULL COLOR EDITION』第5巻 - 第7巻に掲載されたインタビューにて、原作者自身が東日本大震災の惨状が作品と重なって震災ショックを引き起こしたことや、心臓疾患を患って入院していたため、遅筆になっていたことが判明する。
2013年4月号、再開を目指して準備中であることが告知され、予告通り同年5月号に掲載される。しかし、以後の掲載については一切不明のまま、原作の遅筆による休載状態が4年近くも続いた。
2017年3月22日、原作者が虚血性心疾患で死去したことにより、本作は未完で終わっている。2018年12月7日、コミックナタリーが行った佐藤ショウジや初代担当者へのインタビューによれば、海外のファンから連載再開を根強く望まれているが、作品へのこだわりが強かった原作者に対する敬意から、第三者が簡単に続きを書けないということを理解してほしい旨が述べられている。

## あらすじ

### 第1〜2巻
ある日、藤美学園の校門の前に「不審者」が現れ、教師や生徒に襲い掛かり、生ける屍「奴ら」を学園内に増やし始めた。授業をサボっていた主人公・小室孝はいち早く異変に気付き、かつて片思いをしていた幼馴染・宮本麗と、その彼氏の井豪永を連れて校舎屋上へ逃げる。だが、噛まれていた永も「奴ら」と化したため、孝はやむを得ず永を殺害する。
右翼の娘である才女・高城沙耶、肥満体の銃器マニア・平野コータ、剣術の達人・毒島冴子、巨乳の校医・鞠川静香らと合流した孝と麗は、マイクロバスに乗車して学園から脱出する。しかし、一行のリーダーへ名乗り出た教師・紫藤に因縁を持っていた麗は、孝と共に降車することになる。(1巻まで)
その後、ガソリンスタンドで暴漢に麗が襲われて撃退するが、怖いのは「奴ら」だけではないことを知る。一方、紫藤が「洗脳紛いの演説」を始めるなど不穏な空間となったマイクロバスでは、冴子たちが紫藤に決別を宣言して車外へと脱出する。
まもなく冴子たちは孝や麗と無事に合流するが、日没が迫る中、静香の友人でSAT隊員・南リカの家が近いことを知った孝たちはそこへ避難すると、学園脱出後初の休息を取る。その最中、取り残された少女・希里ありすを発見した孝とコータは、協力して彼女を救出する。(2巻まで)

### 第3～4巻
翌朝、ハンヴィーで御別川を渡った孝たちは、沙耶の父の高城壮一郎が会長を務める右翼団体「憂国一心会」によって救出される。高城邸には大勢の避難民もいたが、まもなくライフラインの途絶を見越し、移動の準備も始められていた。
そんな中、アメリカでは大統領を含む政府高官たちが「奴ら」に噛まれ、政府は混乱に陥っていた。まもなく、航行中の原子力潜水艦に北朝鮮と中国への核ミサイル攻撃が命令される。(3巻まで)
高城邸に到着した紫藤たちのマイクロバスは、紫藤の人間性を見抜いた壮一郎によって追放される。国外では、中国の核ミサイル4発のうち3発が日本海上にて撃墜されるが、最後の1発を撃墜するはずだった駆逐艦のクルーが「奴ら」と化していたため、最後の1発は日本上空で高高度核爆発を経て電磁パルスを発生させる。
その結果、高城邸では大半の車両や電子機器が壊れ、ライフラインも止まる。さらに、紫藤たちのマイクロバスが衝突し、バリケードが開いたままとなる。「奴ら」の大群に襲われ壮一郎は隣家への避難を決意し、孝たちは故障を逃れていたバギーカーで脱出。二手に分かれて、合流場所のショッピングモールへと辿り着く。(4巻まで)

### 第5〜6巻
モール内には数人の避難民と、新米婦警・中岡あさみがいた。特別な血漿の輸血を毎週必要とする骨髄異形成症候群を患っていた老婆が倒れたことから、孝たちは近隣の病院へ専用の輸血用血漿を入手するため、近所の病院へと向かう。
しかし、病院内で血漿を入手する際に「奴ら」の襲撃に遭い、避難民の田丸が犠牲となってしまう。モールへ戻った最中モールの敷地内に、あさみの先輩婦警が「奴ら」と化して現れた。(5巻まで)
避難民の少年が非常扉を開けてモール外へ飛び出したため、「奴ら」の侵入を許してしまう。バリケードを作るも「奴ら」に突破され、避難民たちが次々と餌食となっていく中、孝たちはモールの屋上に立て籠もって救出を待つ決意を固めた者たちと別れ、脱出を開始する。
無事にモールの敷地外へ出られると思われた矢先、あさみは非常扉を開けた少年が「奴ら」に囲まれている姿を発見し、島田と共に少年の救出へ向かう。しかし、その過程で島田が「奴ら」の餌食となった上、あさみも退路を断たれ、人間としての最期をコータに託す。コータは泣きながらあさみの思いに応え、彼女を射殺する。(6巻まで)

### 第7巻
あさみを射殺したことから戦闘ストレス反応を発症したコータは、自暴自棄になり始めるが、静香の叱咤激励によってなんとか回復する。自分たちの家を後回しにし、銃や弾薬の補充も兼ねて床主東警察署へ向かう。署内の通信指令室へ入った孝たちは、J-ALERTの情報から、明後日に床主市でも自衛隊による救出作戦が、孝の母の赴任先である新床第三小学校で行われることを知る。
雨の中を宮本家へ向かった孝たちは、バリケードから物資調達に出たまま締め出されていた麗の母・貴理子と合流し、共に小学校へ向かう。その頃、自衛隊による床主国際洋上空港での救出作戦は完了していたが、小学校へは紫藤一行が先着していた。(7巻まで・未完)

## 登場人物
声優名はアニメ版のもの。身長などのデータは、小冊子『plus』、使用銃器類などのデータは「スクデッドミュージアム」による。
アニメ版では、後述のストーリー変更に伴い、一部キャラクターの設定が変更されている。

### 小室一行
小室 孝（こむろ たかし）
声 - 諏訪部順一 / 原田ひとみ（幼少時代）
年齢 - 17歳 / 身長 - 172cm / 体重 - 58kg
原作
本作の主人公。藤美学園2年生。一人称は「僕」だが、たまに「俺」となる。
吊り上がった三白眼と跳ねっ毛が特徴。「面倒くさい」が口癖。無気力かつ怠惰な性格で、日常的に遅刻や欠席などの授業怠惰を行っていた不良生徒。
個性的な面々が揃っている一行の中で、最も一般的かつ常識的な人物。本人も「凡人」と卑下する描写が見受けられる。運動神経は並程度だが、優れた決断力と行動力で「やらねばならないことは自分から率先して行う」気概の持ち主で、高城邸を脱出して以降は一行のリーダー的存在となる。
物語序盤は麗に対して想いを寄せていたが、中盤から冴子にも気持ちを揺らぎつつあり、現在は双方と関係を進展させられない状態にある。また、永に対しても裏切られた遺恨と殺めてしまった自責の念、相反する二つの感情を抱いている。
無免許ながら、オートバイやバギーカーを自在に乗りこなせる技能を持ち、免許取得者の静香に代わって運転を行うこともある。学園脱出後は学園内で手に入れた金属バットを得物として使っていたが、コータに銃の扱いを教わってからは、南家で入手したショットガンのイサカM37や、床主東警察署の証拠品保管庫で手に入れたベネリ M4 スーパー90を使いこなす。そのほか、死亡した警官から拝借した回転式拳銃のS&W M37エアウェイトも一時使用していた。
名前は少年漫画誌に於けるゾンビものの元祖である、『ワースト』の作者・小室孝太郎に由来している。
アニメ版
顔立ちがより精悍なつくりとなっている。また、原作以上に派手なアクションの立ち回りが目立ち、冴子に劣らぬ俊敏さを披露する描写も見受けられた。
本作が初主演である担当声優の諏訪部には、「ごく普通の高校生」と評されている。なお、諏訪部自身も本作に対する想いは強く、原作者の佐藤大輔が逝去した際には、続編を再び演じたかったことを自らのTwitterで呟いている。

宮本 麗（みやもと れい）
声 - 井上麻里奈
年齢 - 17歳 / 身長 - 164cm / 体重 - 50kg / スリーサイズ - 87cm（Eカップ）・57cm・89cm
原作
ヒロインの1人。藤美学園2年生。一人称は「あたし」だが、たまに「わたし」となる。
腰まで届く茶髪のロングヘアに2本のアホ毛が特徴。孝曰く「優等生」らしく、兄弟はいない模様。
非常にヒステリックで負けん気が強く、表向きの印象があまり芳しくない。さらに恐ろしく生々しい言動を取ることがあり、本人も｢女はそういう生き物｣と認めているなど、作中を通じてアンチヒロインとして描かれている。一方、「誰かに支えてもらわないと生きていけない」といった、脆く崩れやすいメンヘラ気質な面もある。
孝とは幼稚園時代からの幼馴染。作中の地理描写から互いの実家も近い。小学生時、孝とは結婚を誓い合うほど仲睦まじかったが、後述の一件で留年した際、彼に相談を持ちかけたが口論となって愛想を尽かし、その直後に優しく接してくれた永に惹かれて交際し始めた。
永の死亡後、彼のことを引きずりながらも孝に惹かれ始めており、現在は紆余曲折を経て微妙な関係にある。また、再会後は孝と冴子の距離が急接近したことに気がつき、不安や焦りを覚え始めた。そのため、冴子とよく睨み合うようになる。
本来は孝より1学年上であるが、父の正にまつわる諸事情から紫藤の手で留年させられ、現在は同学年。それゆえに父娘ともども紫藤を激しく憎んでいる。また、原作における森田の発言や、スロット版の日常パートの描写などから、留年生ゆえにクラス内では浮いた存在である模様。
槍術部に所属しており、父より銃剣術も習っているため、学園内で手に入れたモップの柄や南家で手に入れた銃剣付きスプリングフィールドM1A1 Super Matchなどの長柄物を振るいながら、「奴ら」へ果敢に立ち向かう。
人気投票は4位。担当声優の井上からは「作中で一番生々しいキャラクター」「ある意味で嫌な女という方向性で演じている」と述べられ、原作者の佐藤大輔も「本当は悲劇のヒロインを描きたかった」と苦笑交じりに述べ、現在の人格設定について後悔の旨を明かしている。また、作画担当の佐藤ショウジからも上記の点を危惧されており、関係者たちから人間性について不安視されている。
名前は『ゾンビ屋れい子』の作者である、漫画家の三家本礼に由来している。
アニメ版
ヒステリックな面が一層強調され、物語後半からはストーリー展開が変更されたことに伴い、出番が若干減っている。

毒島 冴子（ぶすじま さえこ）
声 - 沢城みゆき
年齢 - 18歳 / 身長 - 原作：174cm（アニメ版：170cm） / 体重 - 56kg / スリーサイズ - 83cm（Dカップ）・56cm・86cm
原作
ヒロインの1人。藤美学園3年生。一人称は「私」。
尻まで届くロングヘアを持つ凛とした古風な淑女。2年生時に全国大会で優勝した実力を持つ剣道部主将。その実績から学園でも名を知られている。
常に冷静沈着で引き締めた態度は、一行を精神的に支える存在にもなっている。上記の経歴ゆえ一行内で最も戦闘力が高く、当初から持ち前の剣術で「奴ら」を薙ぎ払ってきた。物語序盤は部活用の木刀を振るっていたが、高城邸到着後には壮一郎から譲られた軍刀「小銃兼正・村田刀」を振るうようになる。
高城邸脱出後、床主東警察署内にいた「奴ら」から入手したベレッタM92FS Vertecをレッグホルスターで装備している。
男性へのセックスアピールに疎く、それに相当する行為であっても無意識にこなしてしまう一面を持つ。麗曰く「天然」。
マイクロバスの脱出後、再会を果たした孝の人柄に少しずつ惹かれていき、神社で2人きりとなった際、他者を物理的に傷つけることを悦ぶサディスティックな性癖であることを打ち明け、それを理解してくれた孝と急速に距離が縮まっていく。そのため、一行と合流した後は、麗とよく睨み合いになったりと少々ぶつかり合うことがある。
人気投票は1位。担当声優の沢城からも「非常に美しい子」と大変気に入られている。また、作画担当の佐藤ショウジからも「一番の自信作」と評されるなど、関係者随一の人気キャラクターである。
アニメ版
ストーリー展開の変更に伴い、大きくクローズアップされるという厚遇を受けた。また、OVA版でもメインヒロインを担っている。

高城 沙耶（たかぎ さや）
声 - 喜多村英梨
年齢 - 16歳 / 身長 - 155cm / 体重 - 52kg / スリーサイズ - 92cm（Fカップ）・59cm・87cm
原作
ヒロインの1人。孝の同級生。一人称は「アタシ」。
麗と同じく幼稚園以来の幼馴染。気が強く高いプライドから天才を自認し、自分たちの状況を豊富な知識などで冷静に判断する、一行内における参謀的存在。
ツインテールの眼鏡っ娘。静香に次ぐプロポーションを誇る美少女。また、兄弟はいない模様。
物語開始時点では孝へ密かな想いを寄せていたが、彼からはただの幼馴染としか思われていなかったうえ、教室脱出時には存在すら忘れられてしまうなど進展がなく、コータを連れて職員室手前で一行と合流する。そのため、学園脱出後はコータへ徐々に気持ちを傾ける様子も見せるようになる。ショッピングモール脱出以降はコータへの恋愛感情がまだ薄くも信頼はすでに厚くなったようで、孝からは「コータが死んだら沙耶も壊れる」と見られている。
当初は麗のことを快く思っていない節があり、彼女に対して非好意的な視線を送っている描写が散見されたが、行動を共にしていくうちに軟化していく。
主な武器は自宅で母から託されたルガーP08（後にコータに預ける）と、床主東警察署内の特殊捜査隊床主分室で手に入れたH&K MP5SFK。
名前は元女優の高樹沙耶に由来している。
アニメ版
原作1巻の冒頭にて孝の境遇に少なからず同情していた森田の役が沙耶に変更されるなど出番が若干増えている。担当声優の喜多村からは「演じていて楽しかった」と評されている。

平野 コータ（ひらの コータ）
声 - 檜山修之
年齢 - 16歳 / 身長 - 158cm / 体重 - 88.8kg
孝の同級生。一人称は当初こそ「僕」だったが、紫藤に激怒した際は「俺」に変わり荒々しい口調になっており、次第に「俺」へと統一されていった。
沙耶に付き従う肥満の軍事オタク。父は宝石商で、母はファッションデザイナー、祖父は外国航路の元船長で、祖母は元ヴァイオリニストと、家族構成は「完璧」の一言。人気投票では第2位。
普段は温厚な少年だが、銃器を握ると好戦的な性格へ豹変する。肉弾戦の才能は皆無ながら、アメリカのPMC・ブラックウォーター社で受けた訓練によって会得した射撃能力を発揮し、学園内の工作室で急造した自作の改造ネイルガンや南家で手に入れた狙撃銃仕様へ改造されたAR-10や沙耶から預かったルガーP08を巧みに操り、残忍な笑みすら浮かべながら「奴ら」を容赦なく蹴散らしていく。以上のように銃器や軍・警察関係の知識に詳しいため、それを一行に教えるアドバイザーとしての役割も担当している。
物語開始前は紫藤から罵られていたうえ、他学生からいじめを受けていたらしい。麗ほどではないものの、いじめの実態を知りながら自身を馬鹿にしてきた紫藤を憎んでいる。それゆえ、自身の経験から極限状態に置かれた人間の心理をよく分析・理解している。
沙耶へは密かな想いを寄せているが、自身に女性への免疫が無いため、女性陣のあられも無い姿を見る度に赤面し、鼻血を流すこともしばしば。
名前は『HELLSING』の作者である、漫画家の平野耕太に由来している。
アニメ版
「奴ら」との戦闘描写がより深く掘り下げられたことに伴い、銃器の有無による性格の豹変が更に臨場感溢れる描写となった。

鞠川 静香（まりかわ しずか）
声 - 福井裕佳梨
年齢 - 27歳 / 身長 - 原作：176cm（アニメ版：172cm） / 体重 - 58kg / スリーサイズ - 108cm（Jカップ）・62cm・94cm
ヒロインの1人。大学病院から臨時に派遣された藤美学園の校医。一人称は「わたし」。
沙耶を上回る張りと1メートル超の大きさの爆乳や冴子を上回る長さのロングヘアを持つ、プロポーション抜群の美女。爆乳については、平然と用いて水鉄砲を披露したりキャンプ道具を収納したりするなど、コンプレックスと捉えず楽しむ様子が散見される。
一行で唯一の運転免許取得者であるため、自動車の運転手としても活躍する（ただし、大の機械音痴）。当初は頼りない天然系の言動や酒癖の悪さしか見せなかったが、南家脱出後は年長者としての良識や機転、そして青少年保護育成条例に絡めたメタフィクション発言など、ノリの良さも見せるようになる。また、ありすが悪夢にうなされた際には彼女の母代わりとなって添い寝を行ったり、コータが戦闘ストレス反応を発症した際には上官の立場になりきって彼を叱咤激励するなど、カウンセリングも担当している。
冴子と同様に男性へのセックスアピールに疎いため、南家では上述の言動や酒癖と相俟ってあられも無い姿で孝やコータを困惑させ、ショッピングモールでは避難民の1人である島田（後述）に強姦されかけていたが、孝たちがそばにいたことで何もされずに解決している（本人は爆睡後の寝起き状態で、自身の貞操が危うく危機にあったこともあまり自覚していなかった）。
友人のリカには日頃から南家の合鍵を託されており、仕事の性質上あまり帰宅できない彼女に代わって家事を担当していた。そのため、孝たちは御別川の東側へ行く橋を渡る前に南家で休息を取ることができた。
アニメ版
原作同様にプロポーションが強調され、爆乳が揺れる様子や音も描写されている。入浴シーンではヒロイン中唯一、バストトップが披露された。

希里 ありす（まれさと ありす）
声 - 竹達彩奈
身長 - 128cm
「奴ら」が発生した当日の夜、新聞記者の父（声 - 野島健児）や母と一緒に逃亡していた小学2年生の少女。母とはぐれて辿り着いた民家で立てこもっていた一般人に父を目の前で殺害されてしまったうえ、「奴ら」に襲われかけたところを孝たちに救われる。それ以降は孝たちと共に行動し、微笑ましい言動で一行のマスコット役となっているが、両親を失った悲しみから就寝時には悪夢にうなされている。
マウンテンバイクの運転が得意。「奴ら」が発生する前は、孝の友人の今村（後述）の実家の隣家に両親と3人で暮らしていた模様。

ジーク
声 - 原田ひとみ
ありすと共にいたところを孝たちに拾われたイヌ。
小さな身体と元気の良さから零戦を連想したコータによって、ジークと名付けられる。勇ましい性格でよく吠えるため、「奴ら」を呼び寄せてしまうこともある。また、静香に抱き上げられる際には小さな身体が災いし、彼女の巨乳で窒息してしまうこともある。

### 紫藤一行
紫藤 浩一（しどう こういち）
声 - 谷山紀章
藤美学園3年A組の担任教諭。地元の有力代議士である紫藤一郎（後述）の息子。周りからは人格者と思われているが、内面は酷く歪んでいる。
母が酒浸りとなって死亡するなどの悲惨な少年時代を過ごしてきた上、父の地盤が異母弟へ継がれたことで紫藤家を激しく憎むようになり、性格は大きく歪んでしまった。それ以降は自らを含む紫藤家を破滅させるためにわざと従順になっており、麗の父である正の捜査が一郎の身辺へ及んだ際には一郎の命令で麗の成績を改竄し、留年させた。
政治家の息子であるだけに扇動は上手く、学園脱出後はマイクロバス内での家族の安否確認を優先する孝たちと立て籠もりを主張する生徒たちとの対立に際し、リーダーへの名乗りを上げると数で勝る後者の同意を取り付け、リーダーになった。それに反発した孝たちがマイクロバスから去った後も残った生徒たちを統率するが、危険な方向にカリスマ性を発揮するタイプでもあったため、車内はモラルの崩壊した空間と化してしまう。
やがて高城邸へ逃げ込むが、またしても反発の意思を示した麗から徹底的に拒絶された挙句、「殺す価値もない」と吐き捨てられてこの上ない屈辱を味わい、麗とのやり取りを見てその異常性を看破した壮一郎によって生徒たち共々追放された。
電磁パルスの発生による制御不能に陥って大破したマイクロバスから角田や美玖と共に逃げ延び、新床第三小学校へ現れた。
角田（かくた）
声 - 日野聡
藤美学園の不良男子生徒。名前や学年は不明。学園脱出の際にマイクロバスへ乗り込んだ者の1人で、金色に染めた髪を跳ね上げている。容貌そのままの好戦的な性格で、物事を力づくで解決しようとする粗忽な乱暴者。マイクロバス内では正論を主張した孝の態度に食ってかかるほどだったが、麗にモップの柄で一突きされて悶絶する。
孝たちがバスを去った後は残った生徒たち一同で美玖と共に一際紫藤の虜となったことで、性格はより好戦的かつ凶暴なものとなり果て、紫藤と敵対する者を威嚇したり、逆らった仲間を「奴ら」の前に突き出して見殺しにするなど、紫藤一派の暴力装置的役割を務める一方、仲の良い美玖をはじめ他の女子生徒たち（後述）共々、生徒同士での車内乱交すら楽しむようになった。なお、美玖とは車内乱交後も仲が良く、高城邸への到着時には彼女と身を寄せ合っていたり、新床第三小学校へ現れた際には共に紫藤の横で不敵な笑みを浮かべている。
電磁パルスの発生後は紫藤や美玖と共に逃げ延び、新床第三小学校へ現れた。
夕樹 美玖（ゆうき みく）
声 - 咲乃藍里
藤美学園3年の女子生徒。学園脱出の際にマイクロバスへ乗り込んだ者の1人で、前髪をカチューシャで上げている。
当初は学園随一のセクシーな美貌やそれゆえに纏わり付く黒い噂を話題にされる だけの存在でしかなかったが、孝たちがバスを去った後は残った生徒たち一同で紫藤の虜となって狡猾な性格を露にし、角田や他の女子生徒たち共々、生徒同士での車内乱交すら楽しむようになった。その後は、角田と共に紫藤の側近的存在として振る舞うほか、高城邸への到着時には善良な避難民を装って涙ぐんだ表情や制服の胸元を肌蹴させた姿を守衛たちに見せ、警戒心を解かせるといったことも行っている。
電磁パルスの発生後は紫藤や角田と共に逃げ延び、新床第三小学校へ現れた。
谷内（たにうち）、川本（かわもと）
声 - 原田ひとみ（谷内）、 中村知子（川本）
藤美学園の女子生徒。学園脱出の際にマイクロバスへ乗り込んだ2人組。孝たちがバスを去った後、紫藤の虜となってレズに目覚め、角田や美玖と共に車内乱交を楽しむようになった。
電磁パルス発生によるマイクロバスの大破後、共に生死不明。
黒上（くろかみ）
声 - 稲村透
藤美学園の男子生徒。学園脱出の際にマイクロバスへ乗り込んだ者の1人。紫藤の虜となった後は車外偵察へ出されており、車内乱交の光景にほくそ笑んでいた紫藤の携帯電話へ高城邸の付近から連絡を入れる。
電磁パルス発生によるマイクロバスの大破後、生死不明。
山田（やまだ）
声 - 小柴大始
藤美学園の男子生徒。学園脱出の際にマイクロバスへ乗り込んだ者の1人。紫藤の虜となり、生徒同士での車内乱交を楽しんだ点では他の残った生徒たちと同様であるが、やがて我に返って紫藤の思想に異を唱えるも時すでに遅く、反逆者と見なされて角田たちによって車外へ放り出され、ほくそ笑む彼らの目の前で「奴ら」に喰われる。
アニメ版
経緯は不明ながら車外に出されたらしく、原作同様に「奴ら」に喰われる。

### 警察関係者
南 リカ（みなみ リカ）
声 - 竹内順子
身長 - 170cm /  スリーサイズ - 83cm（Dカップ）・57cm・88cm
静香の友人。引き締まった身体に小麦色の素肌を持つ美女。
県警警備部付属SAT第1小隊に所属する狙撃手で、全国の警察官の中でベスト5に入る凄腕の持ち主。階級は巡査長。キューバ産の葉巻きたばこを好む。
独身だが、豪華なメゾネットタイプのマンションで暮らしており、自宅内には数々の銃器弾薬類を保管している。また、軍用車両のハンヴィーを愛車としている。これらの装備や物資は、仕事の性質上あまり帰宅できないために静香へ合鍵を託していたことと相俟って、後に南家を訪れた孝たちの大きな助けとなった。
床主国際洋上空港では滑走路上に群がる「奴ら」を排除する作戦に就き、旅客機の発進業務や空港内に残った幾人かの生存者を、自衛隊による救出作戦が始まるまで守り切った。その後、床主市内への帰還を目指す。
武器はH&K PSG-1・89式小銃改（M4A1風に改造）とSIG SAUER P226改。
田島（たじま）
声 - 平川大輔
県警警備部付属SAT第1小隊に所属する隊員。リカの観測手を務める。名前や階級は不明。
リカと共に床主国際洋上空港で滑走路上の「奴ら」を排除していたが、航空燃料を用いて一斉に焼き払う作戦を行った際、不意を突かれて噛まれてしまう。最後はリカと言葉を交わすと、「奴ら」を巻き込んで給油車もろとも自爆した。その勇姿は、リカに敬礼をもって見送られた。
武器はH&K MP5A5と89式小銃（折曲銃床式）。89式はリカが引き継いだ。
中岡 あさみ（なかおか あさみ）
年齢 - 19歳 / 身長 - 156cm  / スリーサイズ - 71cm（Aカップ）・54cm・80cm
県警交通部所属で床主東警察署・交通課の新人婦警。階級は巡査。
先輩婦警の松島（まつしま）巡査長と共にショッピングモールへ避難していたが、本署である床主東警察署へ応援要請に向かった彼女に避難民たちを任され、彼女と入れ違いで孝たちが訪れるまではモール内の指示に孤軍奮闘していた。
島田が静香を強姦しようと目論んだ際には警察官として上手く対処できずにいたが、機転を利かせたコータがその場を収めてくれたことで、彼に惹かれていく。血漿入手後の逃亡時に「奴ら」に噛まれた田丸の懇願に応えて彼を射殺したことに加え、モールへ戻った後に松島が「奴ら」と化して敷地内へ現れたのを見てパニックを起こしてしまう。後にはコータに説得され、孝たちと共にモールからの脱出を決心するが、身勝手な行動が元で「奴ら」に囲まれた少年を島田と共に救出しようとしたところ、島田が「奴ら」に噛み殺されたうえに自らも「奴ら」に囲まれた際に拳銃を全弾撃ち尽くしてしまい、そこで自らの最期を悟る。孝たちを逃がすため、囮となりながら人間としての最期をコータに託し、彼の狙撃によって射殺された。
武器はS&W M37エアウェイトと三段式警棒。

### 宮本家
宮本 正（みやもと ただし）
声 - 浦山迅
麗の父で、貴理子の夫。
県警警備部公安課所属で床主東警察署の公安係長。階級は警部補。麗いわく、「どんなことにも動じない人」。銃剣術は県警大会で負け知らずの腕前。狙撃の腕前も併せ持つ。
紫藤一郎代議士の秘密資金の出所を捜査していたことが麗を留年させられる原因となったため、それ以来は娘共々、彼を激しく憎んでいる。
「奴ら」発生時は麗との電話が早々に切れて安否確認すらできない状況へ追い込まれていたが、その後は新床第三小学校で自衛隊による救出を待つ避難民たちを警護している。
宮本 貴理子（みやもと きりこ）
正の妻で、麗の母。
元県警交通部交通機動隊隊員。異動後に配属された所轄の警察署で「PSの貴理子」と呼ばれて近隣の暴走族から恐れられていたところ、正と出会って熱烈な交際を経て結婚退職したことが、作中の台詞から示唆されている。最終階級は不明。夫のことは「正ちゃん」と呼んでいる。なお、警察官になる前はレディース「床主女王蜂」の総長を務めており、前述の異名もそれに起因するものである。
「奴ら」発生時は近所の人々と作ったバリケード内で立て籠もっていたが、食料調達へ出た後に締め出されて言い争っていたところ、安否確認に訪れた孝たちと再会・合流した。本来なら法に触れる孝たちの武器所持を、再会して早々に事情を汲んで認めるなど、柔軟な思考の持ち主でもある。
武器は夫の槍（宝蔵院流の十文字槍）と、コータが床主東警察署の証拠品保管庫から持ち出したCOLT OFFICER'S。

### 高城家関係者
高城 壮一郎（たかぎ そういちろう）
声 - 中田譲治
沙耶の父で、百合子の夫。
県下最大勢力を誇る国粋右翼団体「憂国一心会」の会長。厳格でカリスマ性を持ち、コータや孝たちの意思を聞いて彼らのことを認め、紫藤に対して猛然と反発する麗の言動から紫藤たちの異常性を見抜くなど、確かな鑑識眼の持ち主で部下たちや妻の百合子からの信頼も厚いが、娘の沙耶からは「正邪の割合を自分だけで決めてきた男」と評されている。
若年時に冴子の父に師事していた経験があり、冴子へ軍刀「小銃兼正・村田刀」を譲る。
避難民たちを救助中、沙耶たちとの再会を果たす。「奴ら」に屋敷の門を突破された後は沙耶を孝たちに託して旅立たせ、部下たちや避難民たちと共に隣家へ避難したが、その後については不明。
武器は日本刀の薩摩拵え胴太貫。
高城 百合子（たかぎ ゆりこ）
声 - 榊原良子
壮一郎の妻で、沙耶の母。
独身時代はウォール街ではその名を知らない者がいないほどの凄腕トレーダーだったが、壮一郎とは出会った翌日に結婚したほどの熱い仲で、彼のことを「壮一郎さん」と呼んでいる。
エグゼクティブの護身コースへ通っていた経験から、銃の扱いについては壮一郎以上。それらの手腕を振るって築き上げた高城家では壮一郎の傍に仕え、彼に次ぐ存在として皆を纏め上げている。
高城邸への道中に大勢の「奴ら」に迫られて絶体絶命の危機に陥ってしまった孝たちを、一団を率いて救助に現れた。
「奴ら」に屋敷の門を突破された後は壮一郎と同様に沙耶を孝たちへ託し、銃を手に壮一郎の背を守りながら彼と共に隣家へ避難したが、その後については不明。
武器はVZ61スコーピオンとFN ブローニングM1910。
吉岡（よしおか）
声 - 黒田崇矢
右翼団体「憂国一心会」の幹部。名前は不明。
壮一郎と百合子に次いで組織をまとめている理知的な人物。
「奴ら」に屋敷の門を突破された後は壮一郎たちと共に隣家へ避難したが、その後については不明。
松戸（まつど）
声 - 浜田賢二
「憂国一心会」に所属する整備士。通称「マッドさん」。名前は不明。
孝たちの乗ってきたハンヴィーを整備したり、壮一郎の指示により出放された軍用バギーカーを孝たちに渡す。
「奴ら」に屋敷の門を突破された後は壮一郎たちと共に隣家へ避難したが、その後については不明。
土井 哲太郎（どい てつたろう）
声 - 小柴大始
右翼団体「憂国一心会」の幹部にして、壮一郎とは親友であった男。
救出活動の最中に部下を救おうとして噛まれる。「奴ら」と化したその身は、避難民に現状を知らしめるための「教材」とされた。

### ショッピングモールの人々
田丸 ヒロシ（たまる ヒロシ）
ショッピングモール「タイエー床主 東坂店」に避難していた避難民の1人。見た目は眼鏡で坊主のラッパー系。
拳銃マニアだが、実銃を触った経験はない。
骨髄異形成症候群による輸血治療が必要な老婆を気遣い、近隣の病院へ孝・コータ・あさみと共に輸血用血漿を入手に向かうが、「奴ら」から逃げそびれて犠牲となってしまう。あさみに自分を殺すように懇願して名前を告げた後、彼女の手によって射殺された。なお、老婆は血漿こそ間に合ったものの、その後に老夫と投身心中している。
武器は市販のさすまたに8本の千枚通しを固定し殺傷力を無理矢理付加した「サスマタ改」。
島田（しまだ）
上記の田丸と同じく、モールに避難していた避難民の1人。名前は不明。惨禍に遭う前は鳶職だった模様（単行本第6巻巻末にその姿が描かれている）。
当初は絶望感から理性を失っており、静香を強姦しようと目論むが、コータによって阻止される。キレた少年が長髪の青年をナイフで刺し、ショッピングモールの屋外へ飛び出して「奴ら」を呼びこんだ際には孝たちとの脱出を試みるが、その途中で「奴ら」に追い詰められていた少年の救出へ向かったため、自らは「奴ら」に噛まれて絶命する。
元銀行員の女性（名前不明）
避難民の1人。
黒い服を着た女性。やや高飛車な性格で、島田や他の生存者とよく口論している。発狂した少年がショッピングモールに「奴ら」を呼びこんだ際には孝たちと別れて屋上へ立てこもり、自衛隊に救助されて生き残った。
元そば屋の店員（名前不明）
避難民の1人。
金髪で小太りの体形の男性。発狂した少年がショッピングモールに「奴ら」を呼びこんだ際には孝たちから共に脱出するかを問われるが、「挑戦や冒険は自分のガラじゃない」という理由で別れて屋上へ立てこもり、自衛隊に救助されて生き残った。
サラリーマン（名前不明）
避難民の1人。
頭がやや禿げている眼鏡の中年男性。発狂した少年がショッピングモールに「奴ら」を呼びこんだ際にはバリケードを作り、屋上へ逃げるかを他の避難民から問われていたが、その避難民が「奴ら」に喰われている姿を目の当たりにして屋上へ立てこもり、自衛隊に救助されて生き残った。
禿頭の老人（名前不明）
避難民の1人。
他人任せで身勝手な性格。常にいらついた態度で所構わず煙草をふかしている。呼び込まれた「奴ら」がモール2階にまで押し寄せた際に逃げ遅れ「こんなばかげたこと認められるか」と最後まで目前の現実を直視せずに喚き散らし、「奴ら」の餌食となった。
長髪の青年（名前不明）
避難民の1人。
ゾンビ映画ファンを自称し、パニックを起こしたあさみに乗じて「みんな死ぬ」「誰も助からない」などと不穏当な言葉を吐き散らかし、他の避難民の不安と絶望感を煽る。
発狂した少年にダガーナイフで腹を刺されて負傷し、「奴ら」がモール2階にまで押し寄せた中、狂笑を上げながら包丁を闇雲に振り回し、「奴ら」に群がられるという「映画に付き物の場面」を自らが演じた挙句、「奴ら」に成り果てた。

### 藤美学園高等学校

#### 生徒
井豪 永（いごう ひさし）
声 - 宮野真守
年齢 - 17歳 / 身長 - 原作：178cm（アニメ版：176cm） / 体重 - 64kg
本作のキーパーソン。冷静な性格で、的確な状況判断の持ち主。空手の有段者。孝曰く「文武両道」。
孝の元親友。第4巻における孝の回想シーンから、彼とは少なくとも中学生当時からの付き合い。以前より孝の想いを知りながらも麗と付き合い、結果的に彼を裏切る形となってしまったため、それ以降は絶縁状態になっていた模様。
第1話で「奴ら」と化した脇坂に噛まれた後に吐血し、「噛まれるだけでダメ」な最初の実証例となってしまう。「『奴ら』になりたくない」と嘆きながら悶死、元親友の気持ちを汲んだ孝がとどめを刺そうと麗に引き止められた直後に「奴ら」と化し、孝によってとどめを刺される。
生ける屍たちに対しては、「映画やゲームじゃないから『ゾンビ』と呼ぶわけにはいかない」という理由を挙げ、「奴ら」という呼称を創った。後の沙耶の見解では、「“人間であるはずの者”と戦い続けなくてはならないという可能性に気づいていた」からこその考えだという。
先述の一件が原因となり、現在でも孝を苦しめ続けているコンプレックス的存在。原作者の佐藤大輔からも「死んで当然な奴」と忌み嫌われ、原案段階から死亡させる予定だったことが明かされている。
名前は漫画家の永井豪のアナグラムになっており、性格や言動も永井作品を意識したものになっている。
アニメ版
原作では孝に掴みかかるなど独占欲の強い面が描かれている一方、アニメ版では孝に対して負い目を感じているような描写があり、良心的な面が強調されている。
森田（もりた）
孝の友人。刈り上げた金髪の不良。三枚目的な性格をしている。
原作1巻の冒頭に登場している（アニメ版では、沙耶に変更されている）。孝の境遇に少なからず同情しており、麗や永のことをあまり快く思っていない様子。
ギターが趣味。沙耶や冴子などといった、同世代の美少女を好んでいる。
スロット版では、ミスコンの司会者を務めるなど、サブキャラ扱いとなっている。
「奴ら」発生によって「奴ら」と化した。
今村（いまむら）
孝の友人。赤毛に染めた長髪の不良。未成年だが、裏で喫煙をしている。
静香やありすの母などといった年上の女性を好むマダムキラー（孝曰く「オバコン」）。森田と同じく、麗や永のことをあまり快く思っていない様子。
なお、今村の実家はありすの隣家である。
「奴ら」発生の時、校舎裏でサボっていたため異常事態に気付かず、状況が読めないまま「奴ら」に襲われ死亡。
石井 かず（いしい かず）
声 - 浜添伸也
保健室で静香に付き添っていた男子生徒。目の前で「奴ら」と化してまもない級友の岡田（おかだ）を自らの手で葬り、それに続いて現れた「奴ら」から静香を身を挺して守ろうと「奴ら」に噛まれてしまい、駆け付けた冴子の介錯で、安らかに絶命した。
静香には「奴ら」発生以前の日頃から付き添い、好意を抱いていた様子を見せていたが、彼女には名前を覚えてもらえてすらいなかった。
一条 美鈴（いちじょう みすず）
声 - 瀬戸奈保子
2年生。シニヨンが特徴。貧乳。敏美とは親友だが、彼女が危機に陥った際は醜い本性を晒し、その直後に自身も襲われて「奴ら」と化す。
二木 敏美（にき としみ）
声 - 清水香里
2年生。三つ編みが特徴。麗や沙耶に負けず劣らず巨乳。美鈴とは親友だが、最終的に彼女の裏切りに遭って「奴ら」と化す。自身の腕が食いちぎられても、固く握った左手は美鈴を放さなかった（テレビアニメ版では敢え無く蹴り落とされた）。

#### 教師
手島（てしま）
声 - 前田剛
体育教師。校門に現れた「奴ら」を追っ払おうとするも、逆に噛まれて自身も「奴ら」と化す。なお、作中において最初に「奴ら」と化した人物でもある。
同僚である林に好意をもっていたが、皮肉にも負傷をかばった彼女を自身の手で「奴ら」にしてしまうことになる。
林 京子（はやし きょうこ）
声 - 本名陽子
卓球部顧問。眼鏡をかけており、静香に次ぐ爆乳。校門に現れた「奴ら」を力ずくで追っ払おうとする手島を諌めようとするも、手島に噛まれて「奴ら」と化す。
手島からの好意には気づいていたらしく、後に自身も好意を寄せていたことが明らかになった。回想編では卓球部を運動着姿で指導する様子が披露されている。
脇坂（わきさか）
声 - 高岡瓶々
現国教師。上記の手島、林に続いて「奴ら」と化し、永に襲いかかった。回想では孫らしき赤ん坊の世話をしている様子が紹介されている。
高山（たかやま）
声 - 保村真
手島と同じく体育教師で柔道部の顧問。自慢の投げ技も「奴ら」には通じず、なんとか逃げ惑った末に「すべて悪い夢だ」と錯乱し、屋上から（テレビアニメ版では校舎4階の窓から）投身自殺した。

### その他
紫藤 一郎（しどう いちろう）
声 - 上別府仁資
浩一の父。地元の有力代議士。傲慢かつ非道な性格。
自身の地盤を異母弟へ継がせたため、実子の浩一から激しい憎悪を抱かれており、現在の彼の歪んだ性格を形成させた張本人。正には秘密資金の出所を捜査されており、浩一に麗の成績を改竄して留年させるよう命じた。また、「奴ら」発生以前には、壮一郎と何らかの関わりがあった模様。
現時点では浩一の回想のみ登場のため、「奴ら」発生後における現在の生死や消息は不明。
暴漢（仮称）
声 - 稲田徹
名前不明。マイクロバスと分断されてしまった孝と麗がバイクで移動中、ガソリン補給のために立ち寄ったガソリンスタンドで麗を襲った筋肉質の男性。上顎歯列に矯正金具を装着している。
「奴ら」と化した家族を手にかけて逃げ延びたことから自暴自棄となっており、その影響から欲望を剥き出しにして麗の胸を揉んだ挙句に勢いそのままで彼女をさらおうとするが、孝が移動中に警察官の死体から入手していた拳銃で右肩を撃ち貫かれ、その痛みに苦しみ喚いたところへ集まってきた「奴ら」に噛まれる。その姿は、見捨ててバイクで走り去っていく孝と麗に世界の壊れようを実感させる。
なお、「奴ら」に四肢を喰いちぎられず脳を喰われる前に絶命して「奴ら」と化したらしく、孝と麗が去った後には獲物でなくなったために興味を無くして引き下がる「奴ら」の中で、新たな「奴ら」と化して立ち上がる姿が描かれている。
有瀬 智江（ありせ ともえ）
原案段階に存在したキャラ。高校2年生、16歳。身長154cm、体重56kg、スリーサイズ：B88(E)/W61/H89cm。
眼鏡っ娘、トランジスターグラマーという要素を併せ持つ優等生。「物語の構成上、居ても不要」という原作者の判断で、先述の要素は沙耶へと統合された。

### 小説版『〈おわり〉の日』
安西 里奈（あんざい りな）
同作品におけるヒロインの1人。長い黒髪を結った女子生徒。孝とは1年の頃のクラスメイト。容姿も明るい人柄も好印象で、孝自身も特別な関わりを持とうとしなかったことに自問したほどである。
他の生徒と共に学内を逃走する際に孝一行と出会うが、恐慌に陥る自身のグループと冷静な判断を保つ彼らの間で殺伐な空気が流れたこともあり、無理を強いて頼ることはできず、別行動となった。

## 用語

### 地名
床主市（とこのすし）
本作の主要舞台。関東圏の太平洋沿いにある地方都市。人口は約100万人。
江戸時代は城下町として栄えていた。地形としては坂道や川が多く、OVA版では沖合いの無人島が登場する。

### 施設名
藤美学園高等学校
第1〜2巻の舞台。孝たちが通学していた全寮制の私立高校。床主市西部の丘陵部に建っている。
男子の制服は学ラン、女子の制服はセーラー服を着用。また、女子は胸元を黒いリボンで飾っている。
アニメ版における沙耶のセリフなどから、偏差値は高い模様。
南家
第3巻の舞台。御別川の近くに建っているマンションの一室で、リカの自宅。
室内は豪華なメゾネットタイプで、キッチン・リビング・ベッドルームのほか、麗・沙耶・冴子・静香が一度に入れる規模のバスタブを備えた天窓付きバスルームすら存在する。リカは鍵付きの庫内で銃器や弾薬を大量に保管していたうえ、1階のガレージには軍用車両のハンヴィーを駐車していた。
床主国際洋上空港
第3巻に登場。床主市の沖合に位置する洋上空港。
テロ対策のため、SATが配置されていた。
高城邸
第4巻の舞台。沙耶の自宅で、物語の転機となった。
小高い丘の上に広大な敷地と屋敷が建っている豪邸で、右翼団体「憂国一心会」の本拠地でもある。当初はバリケードと守衛たちによる守りを固めて避難民たちを受け入れていたが、電磁パルスの発生後には「奴ら」の大群の襲撃を受け、事実上の壊滅を迎える。
タイエー
第5〜6巻の舞台。大手ショッピングモール。作中で登場したのは床主東坂店。
床主東警察署
第7巻の舞台。床主市内東部に立地する警察署。正が勤務していたほか、麗とも親しかった同僚の加藤（かとう）も勤務していたが、「奴ら」に噛まれた後で自決し損ねて「奴ら」と化しており、やがて訪れた孝たちに襲いかかる。
床主国際洋上空港から近いため、空港警備を行うSATの支援として警視庁刑事部捜査一課付属のSITにあたる特殊捜査隊の一分隊が配置されていたほか、押収品や証拠品の保管庫が一般人にはわからないように配置されていた。孝たちはJ-ALERTやホワイトボードから自衛隊による救出作戦の情報を、保管庫から（万が一の自決用も含めて）銃器や弾薬をそれぞれ得る。
新床第三小学校
第7巻に登場。考の母が在職している小学校。
「奴ら」の発生後は、自衛隊が救出に来るまで臨時の避難所として機能している。

### 「奴ら」
名称
いわゆるゾンビだが、孝たちには「奴ら」、警察や自衛隊には「目標（ターゲット）」、「奴ら」化する症状は世論においては「殺人病（さつじんびょう）」とそれぞれ呼称されている。なお、作中では「〈奴ら〉」との山括弧を使用した表記となっている。
感染経路・被害
空気感染や無傷の素肌へ返り血や体液を浴びたくらいでは感染せず、「奴ら」に噛まれた場合のみ感染するが、その感染経路には謎が多く、発生原因を含めて詳細な解明には至っていない。
噛まれた際はその場で死亡に至らなくても、極めて短時間のうちに吐血や血涙を伴いながら必ず心肺停止へ至り、「奴ら」と化して人々を襲うようになる。それが世界中で「奴ら」が短時間のうちに大量増殖する最大の要因であり、全世界規模のパンデミック状態を引き起こした。日本においては1日（テレビアニメ版では2日）で発症者が200万人を越え、予想犠牲者数は1000万人に到達している。
感染は人間の生者にのみ見られ、死者が噛まれて「奴ら」と化す様子は見られない。また、イヌやネコなどの小動物が感染する様子も見られない。「奴ら」に噛まれた者が「奴ら」と化すのを防ぐ方法は、人間であるうちに死ぬ（殺される）ことのみである。
特徴
聴覚以外の感覚を失っており、音にのみ反応する。心臓を串刺しにされても平気で、筋肉と骨さえ残っていれば活動を続ける。頭部へ強い衝撃を受けるほか、筋肉と骨を焼き尽くされるといった物理的欠損が発生した場合のみ、活動を停止する。
非常に攻撃性が強く、人間の生者を見つけると襲いかかり噛もうとする。社会性は持ち合わせていないため、人間には単独で襲いかかるが、別の「奴ら」が付近にいた場合はその「奴ら」も同時に人間へ襲いかかろうとするため、「奴ら」が密集する場では、人間が複数の「奴ら」に襲われる危険がある。ただし、捕食の対象はあくまでも人間のみであり、ジークなどの小動物はいくら吠えても「奴ら」が集まってくるだけで、襲いかかられることはない。
痛みを感じないゆえに校舎内の扉を破壊する程度の怪力を有しており、一度組み付かれると引き剥がすことは難しく、噛まれてしまう結果となる。
体温は死体と同じく、極端に低い。物理的には死体そのものであるが、腐敗する描写は存在しない。ただし、「奴ら」と化した直後の者と「奴ら」と化してから時間が経過した者では肌の色に明確な差異が生じており、前者が生者とほぼ同じ色の肌であるのに対して後者は浅黒く変色した肌であることから、藤美学園を最初に襲った「奴ら」は前者だったうえ、その身体には教員たちから見える箇所に負傷がなかったために単なる不審者と見なされ、不用意に掴みかかって噛まれた教員から学園内へ感染が拡大してしまう原因となった。
歩行能力はかなり低く、フラフラと歩く程度。視力が失われているにもかかわらず階段を昇降できるが、急勾配の坂を駆け下りることはできずに転げ落ちる。また、水中では出鱈目に動いて身動きが取れなくなる。
その他
田丸浩史による派生作品『最近のデッド。』では、原作者の佐藤大輔によって「『奴ら』と化していながらも人間としての意識はそのまま残っている者たち」の存在が示唆されており、生者でも死者でもない彼らによるドラマが展開される。これがギャグに過ぎないのか本編にも共通する設定なのかは、明かされていない。

## 単行本

### 通常版
1. 2007年3月1日発売、ISBN 978-4-04-712483-7
2. 2007年4月1日発売、ISBN 978-4-04-712489-9
3. 2007年10月9日発売、ISBN 978-4-04-712515-5
4. 2008年3月9日発売、ISBN 978-4-04-712537-7
5. 2008年9月9日発売、ISBN 978-4-04-712563-6
6. 2010年7月9日発売、ISBN 978-4-04-712673-2
7. 2011年5月9日発売、ISBN 978-4-04-712722-7
  - オリジナルアニメBD付き限定版：2011年4月26日発売、ISBN 978-4-04-712691-6

### SECRET BOX
佐藤ショウジ描き下ろしのキャラクターグッズに、ゲスト作家陣（木村貴宏&RICCA、玲衣、武田弘光、日向恭介、田丸浩史、双葉ますみ、サンカクヘッド、吉田蛇作、賀東招二）のアンソロジーブックレットが同梱されている。
- 単巻 - 2010年12月20日発売、ISBN 978-4-04-712692-3

### FULL COLOR EDITION
通常版をフルカラー化した豪華版。第1巻から第4巻までの購入特典はキャラアニ製の冴子フィギュア。番外編もそれぞれフルカラー化され、『Cos-play of the DEAD』は第4巻に、『Beginning of the DEAD』は第5巻に、『DEAD Illusion』は第6巻に収録された。
1. 2011年2月25日発売、ISBN 978-4-04-926269-8
2. 2011年2月25日発売、ISBN 978-4-04-926270-4
3. 2011年3月25日発売、ISBN 978-4-04-926271-1
4. 2011年3月25日発売、ISBN 978-4-04-926272-8
5. 2013年2月9日発売、ISBN 978-4-04-926273-5
6. 2013年2月9日発売、ISBN 978-4-04-926274-2
7. 2013年3月9日発売、ISBN 978-4-04-926275-9

## 小説
タイトルは『学園黙示録 HIGHSCHOOL OF THE DEAD 〈終わり〉の日』。『月刊ドラゴンエイジ』2010年9月号に付録され、原作者・佐藤大輔による執筆でB6サイズ、112ページ。
物語の展開自体は原作に準拠しているが、人物設定などにいくつも差異が存在する。同出版社のライトノベル雑誌『ドラゴンマガジン』にて2008年5月号から11月号まで連載されたところで休載となったため、単行本化できるほどの原稿は溜まっていなかった。
本来ならば2011年3月に完全版が発売される予定だったが、原作者の佐藤大輔の大幅な遅筆により、続報も一切ないまま発売未定となっていた。2017年に佐藤が逝去したため、本作は絶筆扱いとなり、今後発売される可能性も消滅に至った。

## 派生作品

### 最近のデッド。
『月刊ドラゴンエイジ』2010年6月号より2011年5月号まで連載された。作者は田丸浩史。2016年現在、単行本化はされていないが、作者による個人誌化はされている。詳細は#単行本（最近のデッド。）を参照。
「奴ら」と化した生徒や教師のもう1つの世界観を描いたショートコメディ。台詞には「『奴ら』特有の言い回し」と共に、括弧書きで訳された標準語が加わっている。件の言い回しは作中で「ゾンビ弁」と呼ばれている。
原作本編に登場した人物たちも登場する。

#### あらすじ（最近のデッド。）
突如「奴ら」の襲撃を受けた藤美学園。生徒たちが次々と「奴ら」と化して行く中、肉体的には「奴ら」になりながらも人間としての意識を残している者たちが、少なからず存在していた。
本作では、「奴ら」の中にも人間としての意識を残したままである個体の存在が示唆されている。肉体的には死亡して腐敗が進んでいることに変わりは無いが、彼らは努力すれば数分間生きた人間のように振る舞うことができる。普段は「ゾンビ弁」しか話せないが（彼ら同士はそれで意思の疎通ができる）、生前のように人間の言葉を話すこともできる。彼らに噛まれた者は、同じように人間の意識を残したまま「奴ら」となる。また、通常の「奴ら」も彼らに噛まれると自意識を取り戻す。

#### 登場人物（最近のデッド。）
椎名 ヒロシ
本作の主人公らしき少年。
立花 さとこ
本作のヒロインらしき少女。
林 京子（はやし きょうこ）
学園の教師で、卓球部の顧問。静香に負けず劣らずのプロポーションの持ち主の眼鏡をかけた美女で、原作では序盤に死亡するが、本作では主要人物である。
竹田
2-6の生徒。放送室に立て籠もっていた。
桜田
2-6の生徒。放送室に立て籠もっていた。
鬼瓦 煉次
3-6の生徒。空手部主将。
舟渡 海
2-2の生徒。個人輸入研究会所属。学校に銃を持ち込んでいる。
恩光 理恵
2-1の生徒。手銛研究会所属。
石田
3-2の生徒。
橋本
3-2の生徒。
肥山
3-2の生徒。「奴ら」と化していたが、人間としての意識を取り戻す。
痩田 ミチオ
3-2の生徒。「奴ら」と化していたが、人間としての意識を取り戻す。
一条 美鈴（いちじょう みすず）
原作の序盤で死亡。「奴ら」と化していたが、本作では人間としての意識を取り戻す。死亡時の経緯から、親友だった敏美との関係は気まずい模様。
二木 敏美（にき としみ）
原作の序盤で死亡。「奴ら」と化していたが、本作では人間としての意識を取り戻す。死亡時の経緯から、親友だった美鈴との関係は気まずい模様。
卓造
声 - 岡本信彦（テレビアニメ版）
原作では孝たちと共に学園を脱出しようとするも死亡。「奴ら」と化していたが、本作では人間としての意識を取り戻す。共に死亡して「奴ら」と化した女子生徒の直美（声 - 宍戸留美〈テレビアニメ版〉）とは、熱愛関係にある。

#### 単行本（最近のデッド。）
佐藤大輔の公認を受け、作者の同人サークル「甲冑娘田丸支店」の個人誌という形で、2013年8月10日にコミックとらのあなでの専売が開始された。

### 学園黙示録ハイスクール・オブ・ザ・ヘッド
『月刊ドラゴンエイジ』2010年10月号から2011年4月号まで連載された。全14話（毎号2話ずつ掲載のため、全7回）。作者はサンカクヘッド。
原作やテレビアニメ版などをネタとした4コマ漫画。「簡単にやられそうな主人公たち」をテーマとしている。物語が進むにつれて孝がヘタレな一面を見せたり、沙耶のツインテールがギャグのネタとして取り上げられるなど、サンカクヘッド独自のキャラ付けがされていった。また、原作序盤で静香に付き添うも彼女を守ろうとして「奴ら」に噛まれ、冴子によって介錯を施された石井かず（いしい かず、声 - 浜添伸也）などの端役にも焦点が当てられている。
欄外には同誌で掲載される他の4コマ作品と同じく、当該ページの物語に関連したコメントが記載されている。

#### 単行本（学園黙示録ハイスクール・オブ・ザ・ヘッド）
カバー表紙は、同日に刊行された原作第7巻のデザインをパロディ化したものである。巻末には、佐藤ショウジ描き下ろしのイラスト（冴子）が収録されている。
- 単巻 - 2011年5月9日発売、ISBN 978-4-04-712725-8

## アニメ
| 原作                         | 佐藤大輔、佐藤ショウジ （『月刊ドラゴンエイジ』富士見書房刊） |
| 監督                         | 荒木哲郎                                                      |
| シリーズ構成                 | 黒田洋介                                                      |
| キャラクターデザイン         | 田中将賀                                                      |
| プロップデザイン             | 新妻大輔                                                      |
| 美術監督                     | 川本亜夕                                                      |
| 色彩設計                     | 橋本賢                                                        |
| 撮影監督                     | 山田和弘                                                      |
| 編集                         | 肥田文                                                        |
| 音響監督                     | たなかかずや                                                  |
| 音楽                         | 和田貴史                                                      |
| 音楽プロデューサー           | 西村潤                                                        |
| エグゼクティブプロデューサー | 池田千穂、藤田敏                                              |
| プロデューサー               | 小倉充俊                                                      |
| アニメーションプロデューサー | 橋本健太郎                                                    |
| アニメーション制作           | マッドハウス                                                  |
| 製作                         | H.O.T.D.製作委員会                                            |

### テレビアニメ
2010年7月から9月まで、AT-Xや独立UHF局などで放送された。全12話。
原作第4巻までの内容に加え、第5巻で描き下ろされた番外編『Beginning of the DEAD』、第2話『Escape from the DEAD』内に織り込んでアニメ化された。
エログロ描写については、原作に準拠する形で描かれているが、時系列については藤美学園へ「奴ら」が襲来してから、孝たちが高城家へ辿り着くまでの時間が丸1日以上増えたり、孝と冴子が「奴ら」の囮になるべく麗たちから離れて別行動を取る部分を、高城家への道中へ前倒しするなどの相違や改変などが施されている。
原作に存在した右翼や左翼、宗教についての台詞や設定は、そのほとんどが曖昧にボカされている。また、南家における麗と静香の飲酒描写やアメリカとロシアによる核ミサイルの応酬描写も攻撃目標が暗号化されるなど曖昧にされており、原作ほど明確には描かれていない。
作品や作者の関係者たちが毎回数人ずつ、「奴ら」などのエキストラ役で出演していた。
「奴ら」とのバトルシーンでは原作のガンアクションを再現する一方、主に孝と冴子が原作より派手なアクションで立ち回るように改変されているほか、背景には主に3DCGが使用されている。エンディングには1話ごとに違う曲が使用されているうえ、原作の単行本に倣って話ごとに退場した人物が健在だった頃の写真が追加されていくようになっている。全話とも、エンディング後にはCパートが存在する。
登場人物たちの一部による過剰なエロ描写、「奴ら」による凄惨なグロ描写、そして登場人物たちの大半が（多くの場合はやむを得ず）行う犯罪描写などを踏まえ、テレビ放送版やネット配信版では冒頭に毎回、内容がフィクションであることを強調する告知テロップを表示していた。
2015年4月2日には、『BLOOD-C』・『残響のテロル』・本作の日本製アニメ3作品が暴力賛美に当たるとして、中国政府から名指しで批判されていることが報じられた。本作の場合、社会道徳の最低基準を越えて公序良俗に違反しているとのこと。

#### 主題歌
オープニングテーマ「HIGHSCHOOL OF THE DEAD」
作詞・作曲 - 岸田 / 編曲・歌 - 岸田教団&THE明星ロケッツ

エンディングテーマ
全曲とも黒崎真音が歌唱を担当しており、OVA以外はアルバム『H.O.T.D.』に収録されている。
「君と太陽が死んだ日」（第1話）
作詞 - akane / 作曲 - setzer / 編曲 - MintJam
「color me dark」（第2話）
作詞 - akane / 作曲・編曲 - 高田龍一 (MONACA)
「Return to Destiny」（第3話）
作詞 - akane / 作曲 - a2c / 編曲 - MintJam
「cold bullet blues」（第4話）
作詞 - akane / 作曲・編曲 - 帆足圭吾 (MONACA)
「Memories of days gone by」（第5話）
作詞 - akane / 作曲 - 田中秀和 (MONACA) / 編曲 - 田中秀和、岡部啓一 (MONACA)
「Under The Honey Shine」（第6話）
作詞 - akane / 作曲・編曲 - 神前暁 (MONACA)
「fuss fuzz」（第7話）
作詞 - 米山玩具 / 作曲 - a2c / 編曲 - MintJam
「The place of hope」（第8話）
作詞 - 松井敬治 / 作曲・編曲 - glanzenda
「宝石のスパイ」（第9話）
作詞 - サエキけんぞう / 作曲・編曲 - 藤末樹
「THE last pain」（第10話）
作詞 - akane / 作曲・編曲 - glanzenda
「Hollow Men」（第11話）
作詞 - 佐藤大輔 / 英訳 - 大塚翔一 / 作曲 - 柳英一朗 / 編曲 - glanzenda
「The Eternal Song」（第12話）
作詞 - akane / 作曲・編曲 - デワヨシアキ
「Best friends」（OVA）
作詞 - 黒崎真音 / 作曲・編曲 - 齋藤真也

挿入歌
「O,Spirit」（第4話）
作詞 - Minako"mooki"obata / 作曲 - 和田貴史 / 歌 - 福永紗代
「Infection」（第7話）
作詞 - MELL / 英訳 - seven-lon / 作曲・編曲 - 井内舞子 / 歌 - MELL

#### 各話リスト
| 話数        | サブタイトル                 | 脚本     | 絵コンテ | 演出              | 作画監督                                     | 総作画監督 |
| ----------- | ---------------------------- | -------- | -------- | ----------------- | -------------------------------------------- | ---------- |
| ACT1        | Spring of the DEAD           | 黒田洋介 | 荒木哲郎 | 荒木哲郎          | 田中将賀、宮前真一                           | 田中将賀   |
| ACT2        | Escape from the DEAD         | 黒田洋介 | 熊澤祐嗣 | 熊澤祐嗣          | 落合瞳                                       | 田中将賀   |
| ACT3        | Democracy under the DEAD     | 黒田洋介 | 宮繁之   | 室谷靖            | 井上英紀                                     | 田中将賀   |
| ACT4        | Running in the DEAD          | 髙橋龍也 | 荒木哲郎 | 市村徹夫          | 小谷杏子                                     | 落合瞳     |
| ACT5        | Streets of the DEAD          | 黒田洋介 | 熊澤祐嗣 | 熊澤祐嗣          | 渡辺純子、相馬満 大塚あきら、落合瞳          | 落合瞳     |
| ACT6        | In the DEAD of the night     | 黒田洋介 | 山本沙代 | 羽生尚靖          | 馬場充子                                     | 田中将賀   |
| ACT7        | DEAD night and the DEAD ruck | 黒田洋介 | 高橋亨   | 高橋亨            | 宮前真一、井上英紀 中野涼子                  | 田中将賀   |
| ACT8        | The DEAD way home            | 黒田洋介 | 平尾隆之 | 山城智恵          | 澤田英彦、大舘康二 北尾勝、田崎聡            | 田中将賀   |
| ACT9        | The sword and DEAD           | 高橋龍也 | 熊澤祐嗣 | 小野田雄亮        | 大塚あきら、山中純子 江原康之                | 落合瞳     |
| ACT10       | The DEAD'S house rules       | 黒田洋介 | 大原実   | 市村徹夫          | 小谷杏子、岡崎洋美 野崎麗子                  | 落合瞳     |
| ACT11       | DEAD storm rising            | 黒田洋介 | 倭屯匠   | 三原武憲          | 皆川一徳                                     | 田中将賀   |
| ACT12       | All DEAD'S attack.           | 黒田洋介 | 荒木哲郎 | 荒木哲郎 増原光幸 | 落合瞳、宮前真一 大舘康二、馬場充子 中野涼子 | 田中将賀   |
| ACT♂♀ (OVA) | Drifters of the DEAD         | 黒田洋介 | 田中将賀 | 荒木哲郎          | 中野涼子                                     | 田中将賀   |

#### 放送局
| 放送地域 | 放送局             | 放送期間                | 放送日時           | 放送系列           | 備考                                             |
| -------- | ------------------ | ----------------------- | ------------------ | ------------------ | ------------------------------------------------ |
| 日本全域 | AT-X               | 2010年7月5日 - 9月20日  | 月曜 11:30 - 12:00 | CS放送             | 製作委員会参加 リピート放送あり 視聴年齢制限あり |
| 神奈川県 | tvk                | 2010年7月6日 - 9月21日  | 火曜 25:45 - 26:15 | 独立UHF局          |                                                  |
| 東京都   | TOKYO MX           | 2010年7月6日 - 9月21日  | 火曜 26:00 - 26:30 | 独立UHF局          |                                                  |
| 千葉県   | チバテレ           | 2010年7月7日 - 9月22日  | 水曜 25:30 - 26:00 | 独立UHF局          |                                                  |
| 京都府   | KBS京都            | 2010年7月8日 - 9月23日  | 木曜 25:00 - 25:30 | 独立UHF局          |                                                  |
| 愛知県   | テレビ愛知         | 2010年7月8日 - 9月23日  | 木曜 26:28 - 26:58 | テレビ東京系列     | 局独自の追加修正あり                             |
| 日本全域 | ニコニコチャンネル | 2010年7月9日 - 9月24日  | 金曜 12:00更新     | インターネット配信 | 最新話1週間無料                                  |
| 日本全域 | バンダイチャンネル | 2010年7月9日 - 9月24日  | 金曜 12:00更新     | インターネット配信 |                                                  |
| 埼玉県   | テレ玉             | 2010年7月9日 - 9月24日  | 金曜 25:30 - 26:00 | 独立UHF局          |                                                  |
| 兵庫県   | サンテレビ         | 2010年7月12日 - 9月27日 | 月曜 26:10 - 26:40 | 独立UHF局          |                                                  |

#### BD / DVD
BDもDVDも同日に発売された。テレビ放送版やネット配信版に存在したエログロ描写の自主規制が解禁されているほか、第3巻では女性陣の入浴シーンで静香のみ乳首が解禁されている。2012年12月21日には単品BD全6巻に加えて後述のOVAも収録したBD-BOXが発売され、2015年8月26日にはその廉価版が発売された。
- 第1巻 - 2010年9月22日発売[20]
- 第2巻 - 2010年10月27日発売[21]
- 第3巻 - 2010年11月24日発売[22]
- 第4巻 - 2010年12月22日発売[23]
- 第5巻 - 2011年1月26日発売[24]
- 第6巻 - 2011年2月23日発売[25]

### OVA
サブタイトルは『Drifters of the DEAD』（ドリフターズ・オブ・ザ・デッド）、OVA本編内は「Drifters of the Dead」を表記。原作単行本第7巻の初回限定完全予約生産版付録BDとして、2011年4月26日に発売された。
内容はテレビアニメ版の番外編。尺こそ1話分に満たないが、孝たちが床主市を脱出して訪れた無人島で露出過多の水着姿に着替えたり、とある理由から錯乱かつ興奮して肉体関係を結びそうになるなど、本編の作風からやや逸脱したコミカルな内容となっており、セクシー要素はテレビアニメ版以上に強調されている。

### 書籍
学園黙示録 HIGHSCHOOL OF THE DEAD TV-Animation コンプリートファイル
テレビアニメ版とOVA版を紹介したムック本。2011年4月26日に発売された。ISBN 978-4-8291-7698-6

### パチンコ・パチスロ
原作の絵柄が一部用いられているものもあるが、作品自体はテレビアニメ版を題材としているため、ここで記述する。
パチンコ
- CR学園黙示録 HIGHSCHOOL OF THE DEAD（2017年8月、高尾）
- P学園黙示録ハイスクール・オブ・ザ・デッド2 弾丸319Ver.（2020年10月、高尾）

パチスロ
数社によって制作され、稼動している。アニメパートには原典の映像を再編集し、その一部が流用されているほか、原作では描かれなかった日常パートが盛り込まれ、そういった部分は原典の作画スタッフが担当している。なお、機種によっては主要な面々に加えて美玖も登場し、藤美学園のミスコンに出場する。ここではその美貌からミスコンのディフェンディングチャンピオンという設定にもなっており、主要な女性陣と共に原典での姿とは別に水着姿などで彩りを添えている。
- パチスロ 学園黙示録 HIGHSCHOOL OF THE DEAD（2013年8月、Spiky）
  - 同年10月10日には、ドラスからPlayStation Vitaへの移植版『スロッターマニアV 学園黙示録 HIGH SCHOOL OF THE DEAD』も発売された。
  - オンラインパチスロゲームでは、777town.netやななぱちでプレイできる。

- パチスロ学園黙示録 ハイスクール・オブ・ザ・デッド（2018年7月、山佐）
- パチスロ学園黙示録 ハイスクール・オブ・ザ・デッド ゴールド（2020年11月、開発：セブンリーグ、発売：山佐）
  - 山佐から発売された2機種は、2018年版がA+ARTの5.9号機、2020年11月発売のゴールドが高純増AT機（6号機）。